# Кореняк (Заврч)
Кореняк (словен. Korenjak) — поселення в общині Заврч, Подравський регіон‎, Словенія.